# آنتوان ربتز
آنتوان ربتز (انگلیسی: Antoine Rebetez; ۱۸۹۷ – ۲۸ ژانویه ۱۹۸۰) ژیمناست هنری اهل سوئیس بود.
از افتخارات وی میتوان کسب مدال برنز خرک حلقه و بخش تیمی در بازی‌های المپیک تابستانی ۱۹۲۴ اشاره کرد.